# Charidia
Charidia is een geslacht van vlinders van de familie dikkopjes (Hesperiidae), uit de onderfamilie Pyrginae.

## Soorten
- C. empolaeus (Westwood, 1852)
- C. lucaria (Hewitson, 1868)